# 1904年セントルイスオリンピックのドイツ選手団
1904年セントルイスオリンピックのドイツ選手団（1904ねんセントルイスオリンピックのドイツせんしゅだん）は、1904年7月1日から11月23日にかけてアメリカ合衆国のミズーリ州セントルイスで開催された1904年セントルイスオリンピックのドイツ選手団、およびその競技結果。

## 概要
今大会は金メダル4個、銀メダル4個、銅メダル5個の合計13個のメダルを獲得した。

## メダル
| メダル | 選手名                     | 競技 | 種目                |
| ------ | -------------------------- | ---- | ------------------- |
| 金     | エーミール・ラウシュ       | 競泳 | 男子880ヤード自由形 |
| 金     | エーミール・ラウシュ       | 競泳 | 男子1マイル自由形   |
| 金     | ウォルター・ブラック       | 競泳 | 男子100ヤード背泳ぎ |
| 銀     | ゲオルク・ホフマン         | 競泳 | 男子100ヤード背泳ぎ |
| 銀     | ウォルター・ブラック       | 競泳 | 男子440ヤード背泳ぎ |
| 銅     | パウル・ヴァインシュタイン | 陸上 | 男子走高跳          |
| 銅     | エーミール・ラウシュ       | 競泳 | 男子220ヤード自由形 |